# Estação Guilherme Giorgi
A Estação Guilherme Giorgi é uma estação em obras do Metrô de São Paulo. Faz parte do projeto de expansão da Linha 2–Verde entre Vila Prudente e Dutra (Guarulhos), com previsão de inauguração para o segundo semestre de 2028.

## História
O projeto da estação Vila Nova Manchester surgiu em 2009 após uma revisão do projeto de expansão da Linha 2 - Verde. Inicialmente a linha iria seguir de Vila Prudente para Tatuapé. A mudança de traçado para a Penha permitiu incluir a estação Nova Manchester, localizada na altura da Avenida Conselheiro Carrão (importante corredor perimetral da região). Em 2010 foi publicado o Estudo de Impacto Ambiental (EIA), apresentando o local da futura estação.
Após a consolidação do projeto, o governo do estado publicou o decreto estadual 59387 de 26 de julho de 2013, realizando a desapropriação de três áreas em um total de 6909,68 m2 necessárias para a construção da estação.
Em setembro de 2014 a Companhia do Metropolitano revelou o resultado da licitação das obras e contratou a empresa Mendes Junior para a construção da estação:
| Lote/contrato              | Trecho                                          | Empresas      | Custo previsto    | Prazo          |
| -------------------------- | ----------------------------------------------- | ------------- | ----------------- | -------------- |
| 5 / - TC 4138221305 (2014) | Estação Santa Isabel; Estação Guilherme Giorgi; | Mendes Junior | R$ 432.780.772,39 | meados de 2027 |

As obras deveriam ter sido iniciadas em dezembro de 2014, porém a crise político-econômica no Brasil de 2014 a 2018 fez com que a emissão da ordem de serviço fosse suspensa por período indeterminado. Apenas as obras de demolição de imóveis desapropriados e limpeza das áreas foram realizadas até janeiro de 2020 quando a ordem de serviço foi emitida, autorizando o início das obras. O prazo divulgado pelo estado para a conclusão das obras é meados de 2026 (embora a Pandemia de COVID-19 no estado de São Paulo tenha afetado a montagem dos canteiros de obras).

## Toponímia
Em outubro de 2020, o nome da estação foi mudado para Estação Guilherme Giorgi.
O imigrante italiano Guglielmo "Guilherme" Giorgi nasceu em 3 de abril de 1877 na cidade de Lucca (Toscana), filho de Mansueto Giorgi e Paradisa Domenici. Após imigrar para o Brasil junto de seus irmãos em 1879, Giorgi estudou em São Paulo e trabalhou com seu irmão Giovanni Giuseppe "José" Giorgi, um engenheiro ferroviário dono de uma construtora. A empresa de José Giorgi realizou inúmeras obras de expansão das ferrovias Sorocabana e Mogiana. Em 1911, Guilherme deixou a empresa familiar e fundou uma pequena empresa de comercialização de tecidos. Após angariar certo capital, reuniu seus empreendimentos têxteis na empresa "Cotonifício Guilherme Giorgi S/A" em 1920, no bairro do Brás. Giorgi faleceu em Milão, em 2 de julho de 1936, durante uma viagem de férias.
Apesar da morte de seu fundador, o Cotonifício Giorgi continuou crescendo e acabou transferido do Brás para um grande loteamento de 570 mil metros quadrados, localizado na avenida recém-batizada Guilherme Giorgi no Carrão, em 1940. Batizado Jardim Têxtil, o loteamento ao redor da fábrica possuía uma vila operária que ampliou a urbanização daquela região. Por conta da fábrica, equipamentos públicos foram instalados ao seu redor pelo poder público e ou patrocinado pelo Cotonifício. Posteriormente o cotonifício acabou incorporado ao Grupo Guilherme Giorgi se expandiu em diversos ramos de atuação no país, tornando-se um dos grandes conglomerados nacionais até a década de 1980. A fábrica funcionou até a década de 1990 quando acabou fechada. Durante a década de 2000 até meados de 2012, a antiga fábrica abrigou um campus da extinta Universidade Bandeirante de São Paulo e de sua sucessora Anhanguera Educacional. Grande parte da antiga fábrica foi vendida e demolida para a implantação de um condomínio imobiliário residencial. Parte de sua área acabou desapropriada para a implantação da estação do metrô, batizada Guilherme Giorgi.